# Blepharodera discoidalis
Blepharodera discoidalis är en kackerlacksart som först beskrevs av Brunner von Wattenwyl 1865.  Blepharodera discoidalis ingår i släktet Blepharodera och familjen jättekackerlackor. Inga underarter finns listade.